# It’s Showtime!!
„IT’S SHOWTIME!!” – trzydziesty czwarty singel japońskiego zespołu B’z, wydany 26 marca 2003 roku. Osiągnął 1 pozycję w rankingu Oricon i pozostał na liście przez 19 tygodni, sprzedał się w nakładzie 422 702 egzemplarzy. Singel zdobył status podwójnej platynowej płyty oraz nagrodę „Utworu Roku” podczas rozdania 18th Japan Gold Disc Award.
Utwór tytułowy został wykorzystany jako oficjalna piosenka TV ASAHI NETWORK SPORTS 2003.

## Lista utworów
| Nr | Tytuł             | Czas |
| -- | ----------------- | ---- |
| 1. | „IT’S SHOWTIME!!” | 4:01 |
| 2. | „New Message”     | 3:57 |

## Muzycy
- Tak Matsumoto: gitara, kompozycja i aranżacja utworów
- Kōshi Inaba: wokal, teksty utworów, aranżacja
- Hideo Yamaki: perkusja (#2)
- Akihito Tokunaga: gitara basowa, aranżacja

## Notowania
| Lista                                  | Pozycja |
| -------------------------------------- | ------- |
| Oricon Weekly Singles Chart            | 1       |
| Oricon Monthly Singles Chart           | 1       |
| Oricon Yearly Singles Chart (rok 2003) | 12      |